# بولي أرنولد
بولي لويس أرنولد ر.إ.ب ز.ج.م FRSE FRSC  أستاذة كيمياء في جامعة أدنبرة, حيث تشغل كرسي كروم براون للكيمياء ومنحة مهنية في مجلس أبحاث الهندسة والعلوم الفيزيائية (EPSRC).